# Бассет, Ральф, барон Бассет из Сапкота
Ральф Бассет (англ. Ralph Basset; ум. ок. 1279 или ок. 1282) — богатый английский землевладелец, один из лидеров Второй баронской войны.
Ральф был одним из близких соратников Симона де Монфора, 6-го графа Лестер, находясь на его службе с 1239 или 1240 года. Благодаря этому во время политического кризиса в Англии 1258—1265 годов, который закончился второй баронской войной, Бассет занимал ряд должностей. Он был констеблем замка Нортгемптон 1258—1260 и 1263—1264 годах, а также шерифом Лестершира в 1261—1262 и 1263—1264 годах. В декабре 1264 года получил вызов от Симона де Монфора в созываемый им парламент как барон Бассет из Сапкота. Неизвестно, участвовал ли он в битве при Ившеме. В июле 1266 года он получил королевское помилование, но его владения были конфискованы, возвратили их только в сентябре 1267 года под обязательство выплаты 1000 марок в течение 2 лет.
Баронский титул Ральфа признан никогда не был, его сын и внук никогда в парламент не вызывались. Только его праправнук, Ральф Бассет 8 января 1371 года был призван в парламент как барон Бассет, но в 1378 году он умер, не оставив сыновей.

## Происхождение
Ральф происходил из англо-нормандского рода Бассетов, представители которого в XII—XIII веках верно служили королям Англии, занимая разные административные и судебные посты, а также имея важное значение в Мидлендсе. Его родоначальником был Ральф Бассет (I), юстициарий короля Англии Генриха I Боклерка. Его сын Ричард Бассет (ум. до 1144) также был юстициарием Англии.
В XII веке род разделился на несколько ветвей. Предком Ральфа был Уильям Бассет (ум. ок. 1185), младший сын юстициария Ричарда Бассета. Как и отец, он был юстициарием, а также занимал должность шерифа в ряде графств. Вероятно, его основным местопребыванием стал манор Сапкот в Лестершире, также у него были владения в Уорикшире, Бакингемшире и ряде других графств. У него был сын Симон Бассет (ум. 1205). Сыном Симона, скорее всего, был юстициарий Уильям Бассет (ум. 1249). В источниках не сообщается, чьим именно сыном был Ральф Бассет. «The Complete Peerage» указывает его отцом Ральфа Бассета, но происхождение этого Ральфа не указано.

## Ранняя карьера
Поскольку карьера Ральфа началась в 1240 году, то родился он не позднее начала 1220-х годов. Он был богатым землевладельцем, его основным владением был манор Сапкот в Лестершире, также ему принадлежало минимум ещё 2 манора: Чедл в Стаффордшире и Лангвит в Дербишире. Его годовой доход составлял не менее чем 120 фунтов.
Впервые в источниках Ральф упоминается в двух хартиях, связанных с урегулированием наследства Роберта де Чакомба из Нортгемптоншира. Из них следует, что Роберт де Чакомб был отцом двух дочерей: Амабилии, которая была замужем за Гилбертом де Сегрейвом, и Мелисенты, которая была замужем за Ральфом Бассетом. В первой хартии, датированной 30 сентября 1231 года, указывается, что Мелисента и её муж Ральф получили от её отца владение Струбби в Линкольншире. Кроме того, в ней предусматривается будущий раздел земель Роберта между его дочерьми. Во второй хартии, датированной 10 апреля 1239 года, описывается окончательный раздел наследства. В результате за исключением части, доставшейся в качестве вдовьей доли Юлиане, жене Роберта де Чакомба, которая, скорее всего, не была матерью двух его дочерей, остальные земли были разделены между Амабилией и Мелисендой, причём в Ральф Бассет и Мелисента в обмен на Струби получили Чакомб в Нортгемптоншире.
В 1240 году Ральф вошёл в состав королевской выездной сессии суда по лесным вопросам, которая вершила правосудие в Нортгемптоншире, Оксфордшире и Бакингемшире. Однако главным его нанимателем оказался Симон де Монфор, 6-й граф Лестер. Ральф оказался у него на службе в 1239 или 1240 году, он был одним из его главных служащих, а также одним из самых частых свидетелей хартий Монфора. Судя по всему, Ральф не сопровождал графа Лестера в Крестовый поход в 1240—1242 годах, однако служил под его началом в королевской армии, которая воевала в Уэльсе летом 1245 года и в Гаскони в конце 1248—1251 годах, когда Монфор был лейтенантом Аквитании. Тем не менее он, скорее всего, не собирался сопровождать графа Лестера в крестовом походе, в котором тот пообещал принять участие в конце 1247 года, о чём, вероятно, свидетельствует паломничество Бассета в Сантьяго-де-Компостелу в феврале 1248 года.
Благодаря близости к Монфору Ральф в это время получил от короля Англии Генриха III ряд наград: хартию о праве на свободную охоту в 1245 году и пожизненное право на охоту в королевских лесах Ноттингемшира и Дербишира.

## Вторая баронская война
В 1258 году разразился самый серьёзный кризис во время правления Генриха III, который в итоге привёл ко Второй баронской войне. Недовольные засильем иностранцев при дворе, а также плохим управлением королевством, бароны собрались в Оксфорде и представили королю петицию с требованием реформ (так называемые «Оксфордские провизии»). В это время Ральф делает себе карьеру. В июне в соответствии с Оксфордскими провизиями он, вероятно, по рекомендации Монфора, был назначен констеблем стратегически важного замка Нортгемптон. Однако 19 мая 1260 года, когда Генрих III смог на какое-то время взять верх над баронами, Бассет был смещён с этой должности. Когда бароны пытались противодействовать отмене королём Оксфордских провизий, то Ральф был назначен 29 сентября 1261 года шерифом Лестершира «по письмам баронов», а не по выборам графства, противодействуя королевскому шерифу Уильяму Бэготу, эту должность он занимал до 13 января 1262 года. В пасху 1262 года он был вызван в казначейство для представления отчёта о четверти дохода графства.
После восстания Монфора против короля в 1263 году Ральф в июле вновь был назначен мятежными баронами констеблем Нортгемптонского замка, а с 29 сентября 1263 до 25 июля 1264 года был шерифом Лестершира в противовес Уиляму Бэготу. В конце 1263 года ряд мятежных баронов обратились к королю Франции Людовику IX, в числе них был и Бассет. Однако в апреле 1264 года в битве при Нортгемптоне он попал в плен к королю. Свободу он получил после разгрома 4 июля королевской армии в битве при Льюисе. Ставший после этого фактическим правителем Англии Монфор назначил Ральфа хранителем мира в Лестершире. В начале 1265 года он участвовал в работе парламента Монфора как барон Бассет из Сапкота, а в марте того же года был хранителем земель умершего графа Уинчестера.
Точно неизвестно, участвовал ли Бассет в составе армии Монфора битве при Ившеме, закончившейся победой королевской армии. В июле 1266 года он благодаря посредничеству мидленских роялистов получил королевское помилование, при этом неубедительно говорится, что Бассет помогал во время битвы королю. Известен приказ принца Эдуарда от 14 октября 1265 года об освобождении Ральфа после уплаты выкупа. Возможно, что он попал в плен во время неожиданного рейда принца в Кенилуэрт, а затем попытался сменить сторону. Состоявшийся в Уорикшире суд просто сообщает, что Бассет был «с графом Лестером вооружённым». Но в любом случае, даже если Ральф и пытался дистанцироваться от погибшего Монфора, наказания он не избежал: в 1266 году его владения были конфискованы и переданы Джону де Вердену. В соответствии с Кенилвортским приговором Бассет в сентябре 1267 года заключил соглашение о выкупе своих земель за 1000 марок в течение 2 лет.

## Смерть и наследство
О последних годах жизни Бассета ничего неизвестно. После окончания баронской войны, судя по всему, он больше в общественной жизни Англии не участвовал. От брака с Мелисентой де Чакомб, который связывал его семейными узами с другими слугами Монфора — Сегрейвами и Диспенсерами, у него известен один сын, Симон.
Дата смерти Ральфа не установлена. Дж. Николс в «Истории и древностях графства Лестершир» указывает, что к 1279 году Ральфу наследовал его сын Симон. «The Complete Peerage» же указывает, что Ральф умер около 1282 года.
Баронский титул Ральфа признан никогда не был, его сын и внук никогда в парламент не вызывались. Только его праправнук, Ральф Бассет 8 января 1371 года был призван в парламент как барон Бассет, но 17 июля 1378 года он умер, не оставив сыновей.

## Брак и дети
Жена: до 30 сентября 1231 Мелисента де Чакомб, младшая дочь Роберта де Чакомба из Нортгемптоншира. Дети:
- Симон Бассет (ум. 1295), 2-й барон Бассет из Сапкота (де-юре)[К 5][10].